# Piombi

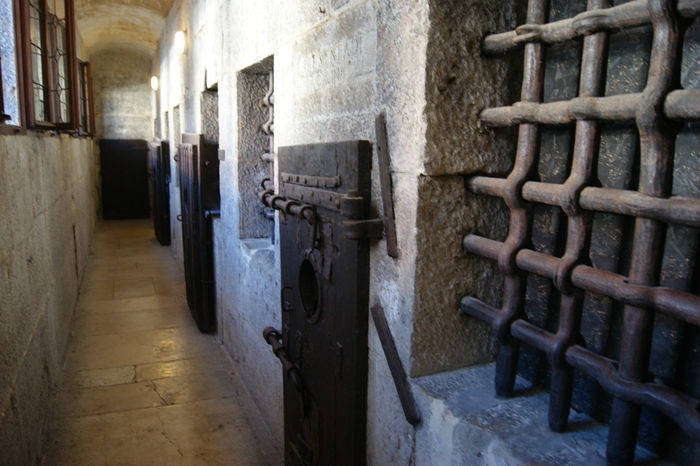
więzienie Piombi

Piombi – pomieszczenia więzienne umieszczone pod dachem pałacu Dożów. Pokrycie dachu wykonane zostało z ołowianych płyt, które miały uniemożliwić ucieczkę więźniów. Latem, słońce nagrzewając dach, podnosiło temperaturę powietrza w celach powodując niejednokrotnie śmierć osadzonych. 
Na najniższych kondygnacjach pałacu znajdowało się więzienie nazywane Pozzi (studnie). Tu dla odmiany zazwyczaj znajdowała się woda, której poziom podnosił się podczas przypływów morza. Nierzadkie były przypadki utonięć.
Po wybudowaniu na przełomie XVI i XVII wieku, po drugiej stronie kanału Pałacowego, nowego budynku (Prigiono Nuove), większość skazanych za mniejsze przewinienia trafiała do nowego więzienia.
Wśród więźniów Piombi byli m.in. Giordano Bruno i Giacomo Casanova (któremu udało się zbiec).